# Mărășești, Sîngerei
Mărășești este un sat din cadrul comunei Cubolta din raionul Sîngerei, Republica Moldova.